# ومرشوک
ومرشوک (به لاتین: Wemmershoek) یک شهرک در آفریقای جنوبی است که در منطقهٔ استلنبوش واقع شده است.